# Saliès
Saliès település Franciaországban, Tarn megyében. Lakosainak száma 816 fő (2022. január 1.). Saliès Albi, Carlus, Lamillarié és Puygouzon községekkel határos.

## Népesség
A település népessége az elmúlt években az alábbi módon változott:
| Lakosok száma | 812  | 821  | 838  | 824  | 826  | 836  | 832  | 825  | 816  |
|               | 2013 | 2015 | 2016 | 2017 | 2018 | 2019 | 2020 | 2021 | 2022 |